# فأر متغاير إكوادوري
فأر متغاير إكوادوري (الاسم العلمي: Heteromys teleus) (بالإنجليزية: Ecuadoran Spiny Pocket Mouse)‏ هو نوع من الحيوانات يتبع جنس الفأر المتغاير من فصيلة الفئران المتغايرة.